# Hrádek (Třebíč)

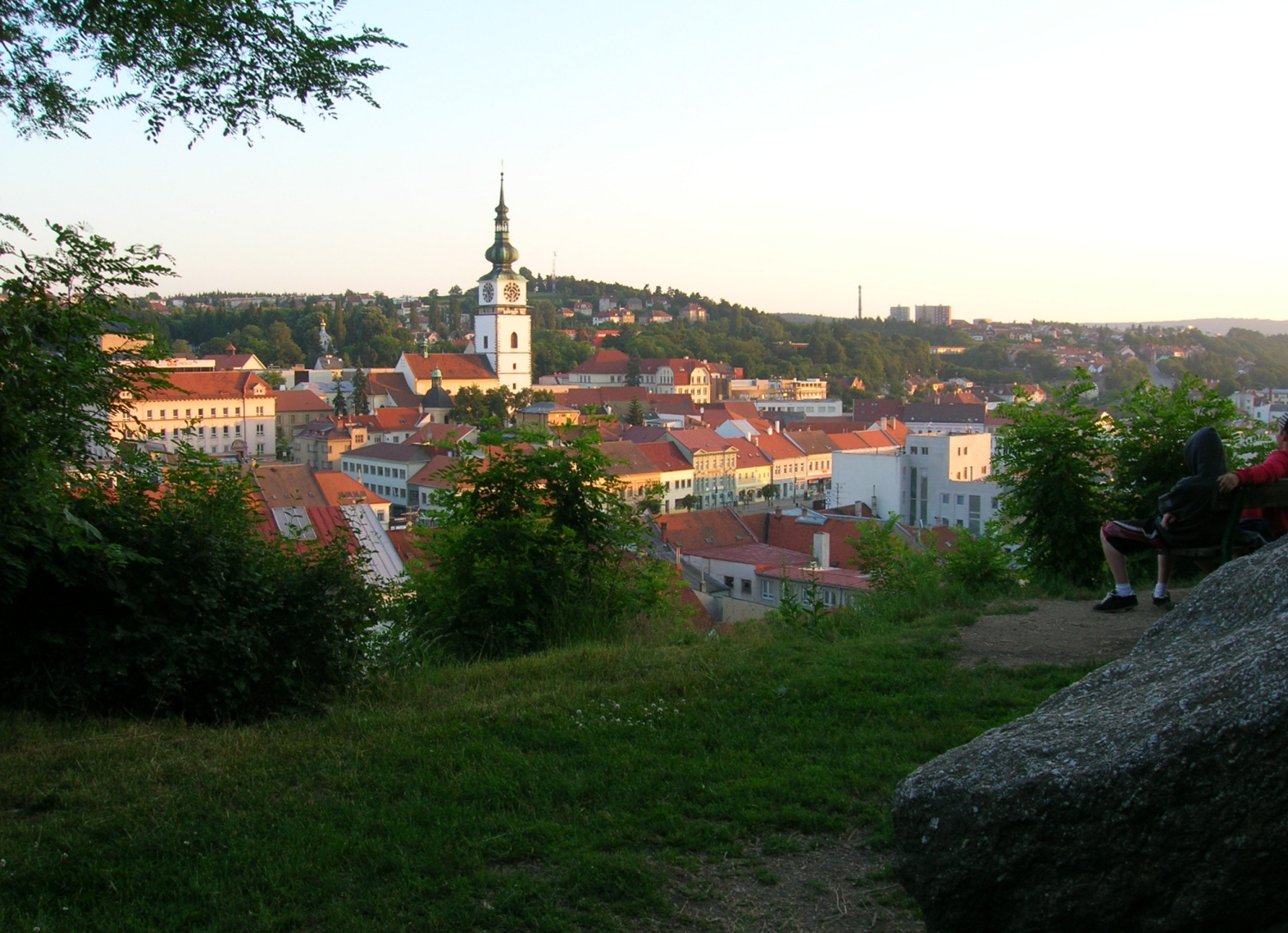
Výhled na Vnitřní Město

Hrádek je území v Třebíči, jihovýchodní výběžek Podklášteří, a také k němu přilehlá ulice ve stejnojmenné části města.
Má charakter městského parku, založeného jako Masarykovy sady, oblíbeného výletního místa návštěvníků Třebíče i oblíbeného oddychového místa Třebíčanů; důvodem oblíbenosti je krásný výhled na velkou část města Třebíče, mimo jiné též na třebíčskou židovskou čtvrť, zapsanou v seznamu UNESCO. Název místa se odvozuje od zříceniny středověké bašty v jihovýchodní části Hrádku.

## Umístění

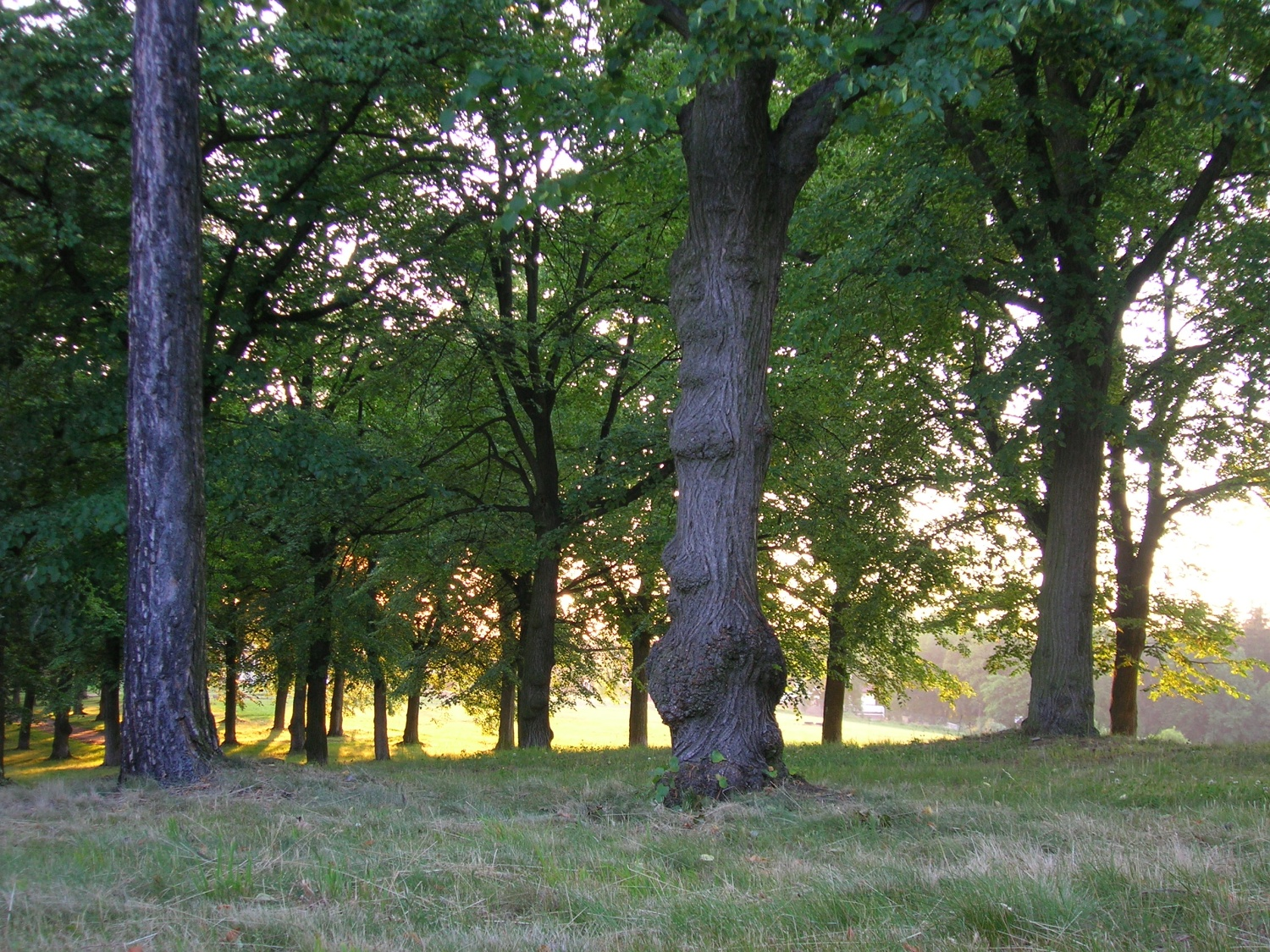
Průhled k hrádecké louce

Hrádek je součást místní části i katastrálního území Podklášteří. Na západě jeho hranice procházejí ulicí Hrádek, obcházejí severní zdi židovského hřbitova a dál směrem k jihovýchodu na jihu uzavírají Týnské údolí až do kočičinské Zdislaviny ulice. Na samém jihu Hrádek sousedí s Hasskovou zahradou a svou prudkou skalní stěnou se dotýká řeky Jihlavy. Hranice dál běží na severozápad k Zámostí a tam se napojují znovu na ulici Hrádek.
Ulice Hrádek se lomí do pravého úhlu. Téměř veškerá zástavba je soustředěna do jejího ramene běžícího na severoseverovýchod k židovskému hřbitovu. Nejstarším domem je tamější původně správcovský dům čp. 41. Zbylou zástavbu tvoří rodinné domy. Na konci druhého ramene ulice je budova školského zařízení čp. 964 a poblíž ní dům čp. 1058.
Celková plocha Hrádku činí asi 12 ha, z toho asi 1,1 ha připadá na židovský hřbitov. Nadmořská výška se pohybuje mezi 430 a 440 m n. m.

## Historie

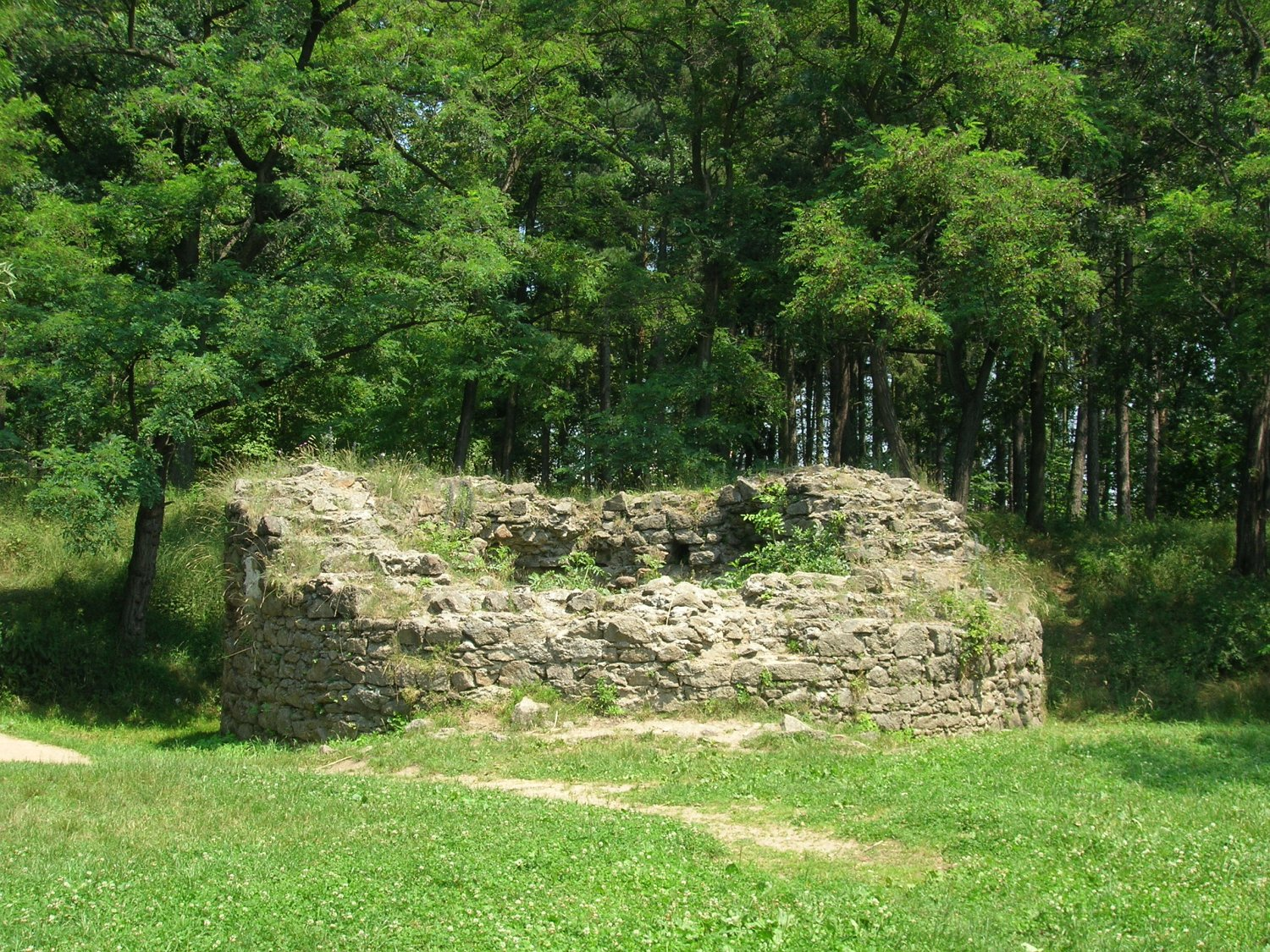
Zřícenina bašty

Z hlediska vojenské strategie by byl Hrádek pro založení města lepší volbou než umístění současného Vnitřního Města. Zvítězilo však hledisko ekonomické – snazší dosažitelnost vody nutné pro řemeslnou výrobu. Bezpečnostní důvody si ale i tak vyžádaly vybudovat na Hrádku předsunuté městské opevnění, podobně jako na druhé straně kočičinského údolí – na novodvorské Marijánce. Bašta na Hrádku, jež se jako zřícenina dochovala dodnes, je zbytkem původní kruhové věže se střílnami. Obehnaná byla příkopem a palisádou. Její stáří je datováno do poloviny 15. století.
Přes jižní stranu Hrádku měla vést trať 240 běžící dnes po pravém břehu řeky Jihlavy přes Jejkov, Horku-Domky a Borovinu. Tato varianta předpokládala překlenutí Kočičiny a údolí řeky Jihlavy u Sokolí mostem. Nádraží mělo být na Nových Dvorech při silnici na Velké Meziříčí.

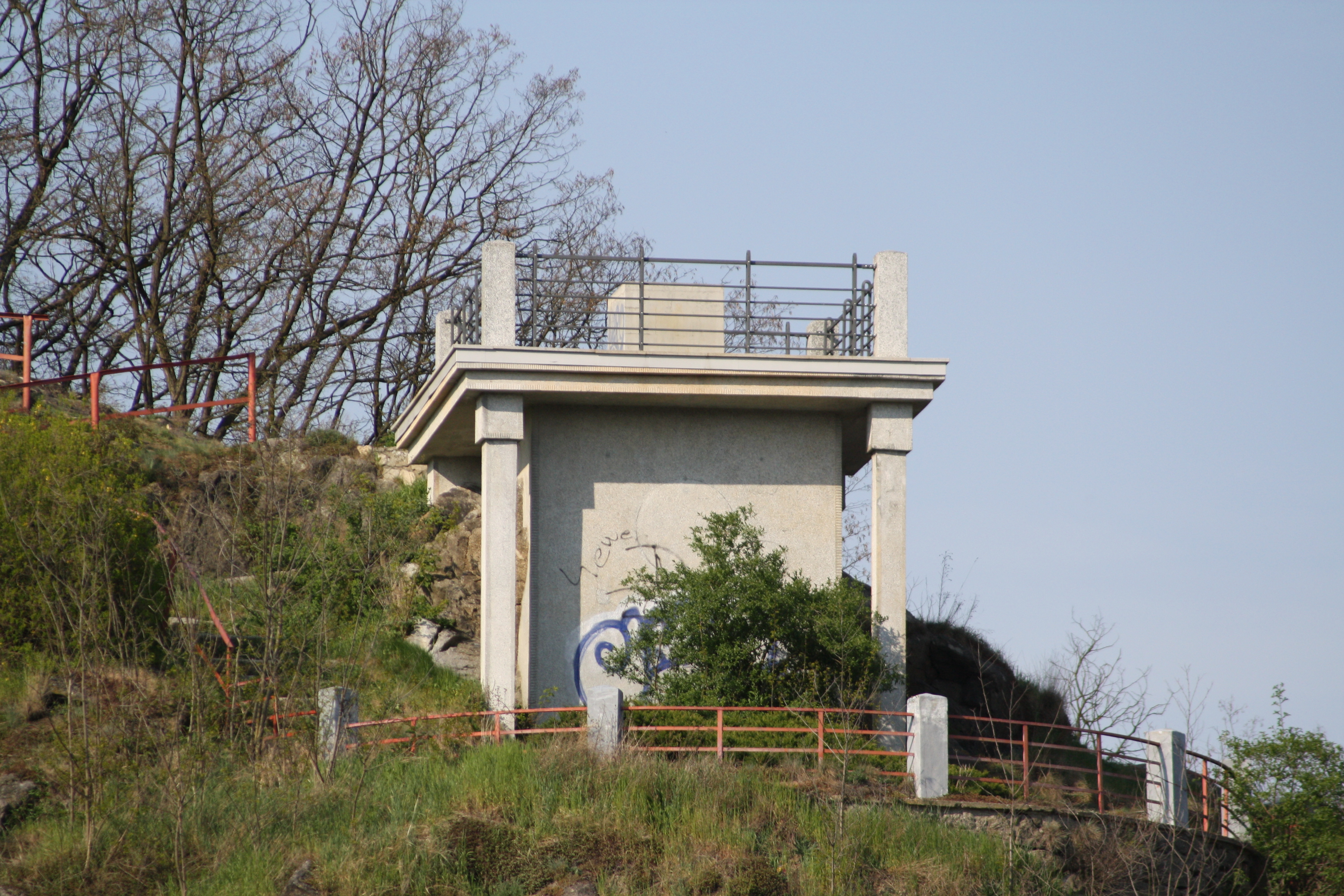
Masarykova vyhlídka

Po první světové válce byla velká část plošiny osázena stromy. Roku 1924 byla postavena u bašty Žižkova mohyla; vznikla ku příležitosti pětistého výročí úmrtí Jana Žižky z Trocnova. O dva roky později byly založeny městské sady. Čestný název Masarykovy byl hrádeckým sadům stanoven v jubilejním roce 1928.

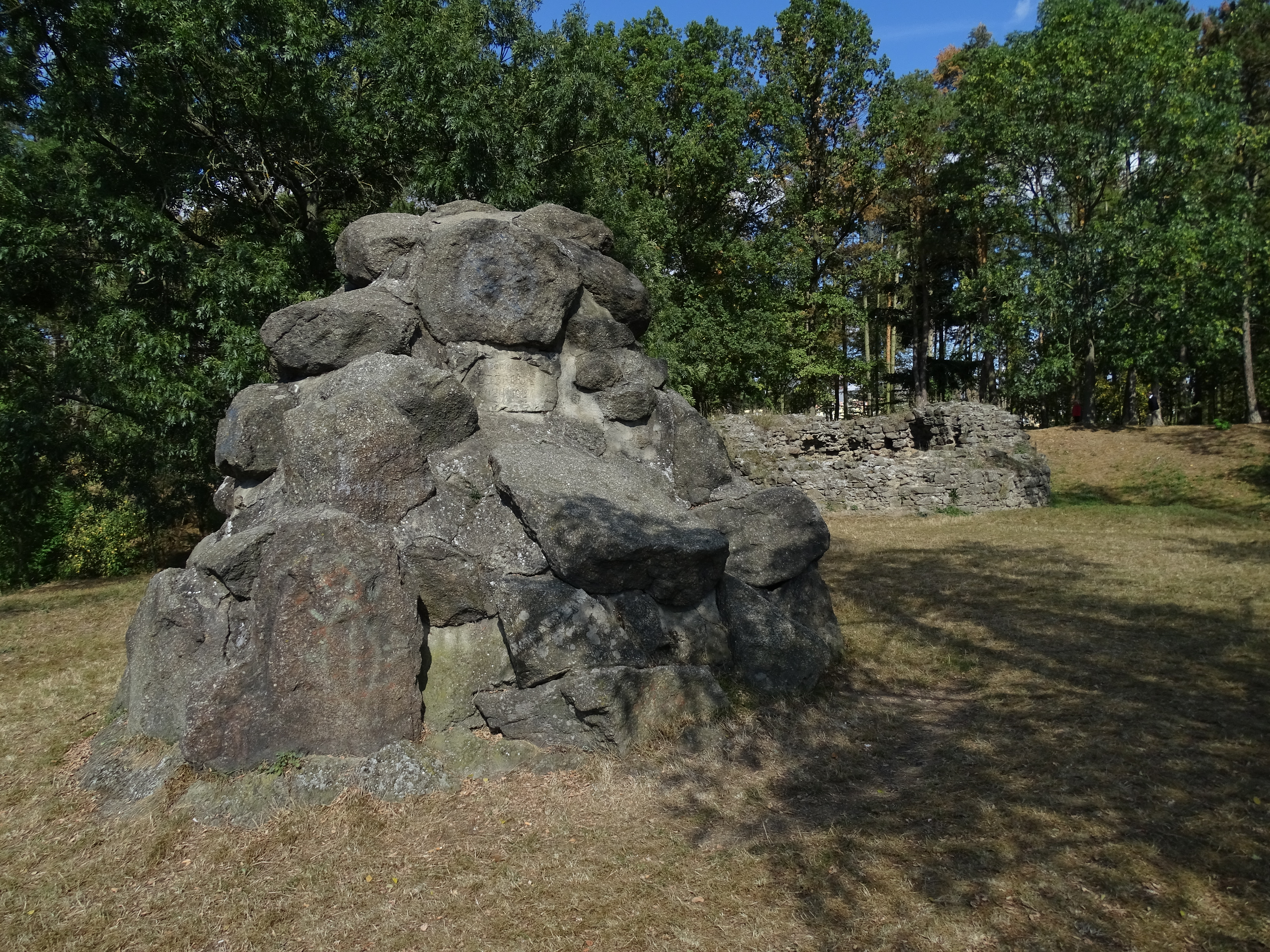
Mohyla Jana Žižky pocházející z roku 1924 (v pozadí zřícenina bašty)

V roce 1930 byla zbudována Masarykova vyhlídka. Slavnostně byla otevřena 28. října. Zdobil ji reliéf tehdejšího prezidenta republiky T. G. Masaryka a nápis „T. G. Masaryk zasloužil se o stát.“ Hrádecká stezka byla téhož roku nazvána stezkou Pavlíkovou na počest Jana Pavlíka, třebíčského dělnického aktivisty. Přístupové cesty k vyhlídce, včetně té z Kočičiny byly zbudovány roku 1931. Masarykův reliéf byl z vyhlídky sňat poprvé za nacistické okupace. Po válce se ho však podařilo dohledat a roku 1947 znovu osadit na původní místo. Podruhé byl odstraněn po komunistickém převratu. Zmizel roku 1952 neznámo kam. Velkou celkovou opravou vyhlídka prošla v roce 2007. V roce 2009 bylo vysázeno 44 lip.
Hrádecká louka slouží konání různých společenských akcí (např. cirkusy, tzv. drakiády).
Slovem Hrádek se též někdy označuje Dům dětí a mládeže Hrádek Třebíč, příspěvková organizace kraje Vysočina, jíž slouží objekt bývalého Okresního domu pionýrů a mládeže, otevřený 27. září 1985. Tato stavba – dnes již nevyhovující – byla vybudována v rámci akce Z. Hlavní vchod překvapivě nesměřuje k jihu, k silnici, nýbrž k severu, do luk a zahrady. Budova pak byla opuštěna, Dům dětí byl přesunut do budovy bývalé kotelny v areálu borovinské továrny, kde sdílí budovu s ekotechnickým centrem Alternátor. Budova na hrádku pak byla v dubnu roku 2016 zbourána.
V únoru 2017 bylo oznámeno, že v tomtéž roce bude vybudována na místě bývalého domu dětí klubovna se sociálním zázemím a s krytým posezením. Dále pak dojde k vybudování sítě cest a opravě opěrných zídek.
V roce 2018 došlo k velkému kácení stromů, celkem bylo pokáceno 75 jehličnatých stromů a 53 akátů. Vina je kladena přemnožení kůrovce, stejně tak se ukázalo, že bude třeba postupně nahradit jehličnatou část lesa, problémem se ukázalo mělké půdní podloží pro borovici černou, místo ní bude vysazována borovice lesní a také jedle douglaska.

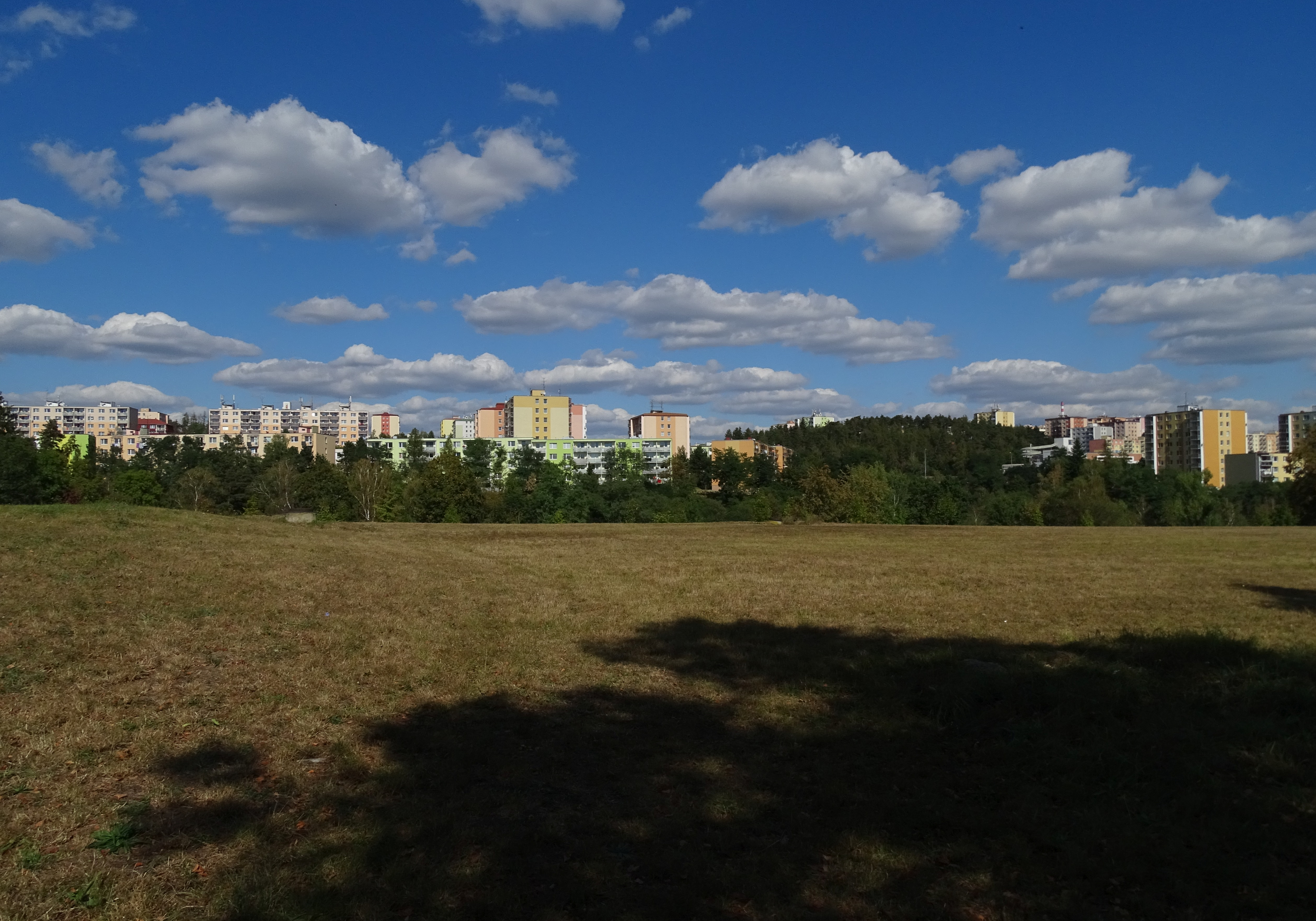
Louka

Roku 2019 pak bylo uvedeno, že revitalizace parku je plánována na rok 2020. Je naplánována výše zmíněná výsadba nových dřevin. Také by měla být postavena klubovna se zázemím DDM na místě původní budovy DDM, měla by mít parkoviště pro několik aut a dřevěnou pergolu. Při revitalizaci by mělo dojít k úpravě cest v parku, které by měly být nově pokryty mlatovým povrchem a páteřní cesty by měly získat veřejné osvětlení. Na konci roku 2020 bylo oznámeno, že revitalizace by měla být zahájena na jaře roku 2021. První etapou bylo prokácení a prořez cca 200 dřevin. Pokácené dřeviny byly nahrazeny novými stromy. V únoru roku 2020 bylo oznámeno, že celková cena revitalizace by měla dosáhnout 40 milionů Kč, první etapa by měla dosáhnout částky 4 milionů Kč. Byly obnoveny cesty v parku, opraveno veřejné osvětlení, bylo také připraveno workoutové hřiště. Bylo také upřesněno, že bude vykáceno 292 stromů a nově bude vysazeno 302 stromů. Byly vykáceny i některé lípy z hlavní aleje, nově vysázené lípy jsou potomky starých lipových stromů. Dřevo pokácených lip bylo použito pro výstavbu hmyzích hotelů.
V roce 2022 bylo oznámeno, že při třetí části revitalizace parku bude upravena v průběhu roku 2022 kamenná zídka na jižní straně svahu, také bude změněn povrch přístupové cesty z asfaltové na mlatovou a bude prodlouženo veřejné osvětlení až k Masarykově vyhlídce. V roce 2023 byly postaveny tři ozdobné kruhy, které slouží jako fotokoutek, hrací prvky pro děti a jako lavičky. Poslední etapa stavby proběhla v roce 2023, byla odstraněna asfaltová cesta, instalováno osvětlení a toalety na místo dřívější budovy DDM. Revitalizace parku byla dokončena 24. listopadu 2023.
V roce 2020 se lipová alej na Hrádku dostala do finále soutěže Alej roku.